# Eurocentrisme
L'eurocentrisme és un terme que engloba l'actitud de jutjar o estudiar qualsevol fenomen des de l'òptica d’Europa, en especial els esdeveniments històrics, els costums i els valors d'altres pobles. El biaix cultural eurocèntric es remunta a les elits del Renaixement. Es va convertir en un conjunt de teories socials universalistes i evolucionistes que defensaven un paper de lideratge d'Europa per conquerir el món. És una variant de l'etnocentrisme i com a terme va sorgir als processos de descolonització del segle xx, si bé es refereix a un biaix molt més antic. Les primeres referències escrites provenen de Karl Haushofer.
L'eurocentrisme (com altres formes d'etnocentrisme com ara el biaix anglosaxó o anglocentrisme) ha estat considerat un perjudici cognitiu i cultural, que suposa l'existència d'experiències històriques lineals mogudes per esquemes culturals fixos, corresponents als proveïts per la història europea, considerant a les trajectòries no europees com formacions incompletes o deformades.

## Gènesi de l'eurocentrisme
Europa es va gestar durant l'edat mitjana. És entre els segles IV i XV que es produeix el mestissatge de poblacions, les oposicions oest-est i nord-sud i la cultura unificadora que esdevindrà Europa. Una de les tesis principals de l'eurocentrisme es fonamenta en el fet que aquesta cultura era hereva dels valors de l'antiga Grècia que van ser transferits des de l'est cap a l'oest. Es tracta de la translatio imperii i la translatio studii. Per mitjà de la translatio imperii el poder de l'Imperi Romà d'Orient, representat per Alexandre el Gran, es va traslladar als romans, des d'aquests als francs de Carlemany i, finalment, als germànics d'Otó I. A través de la translatio studii els coneixements de l'Antiga Atenes i l'antiga Roma es van traslladar cap a les universitats de París.
| «                                                  | Este camino rumbo al oeste de la civilización ciertamente contribuyó a crear entre muchos europeos de los siglos posteriores la idea de una superioridad de la cultura europea occidental | » |
| — Jacques Le Goff, ¿Nació Europa en la Edad Media? | |   |

## Causes de l'eurocentrisme

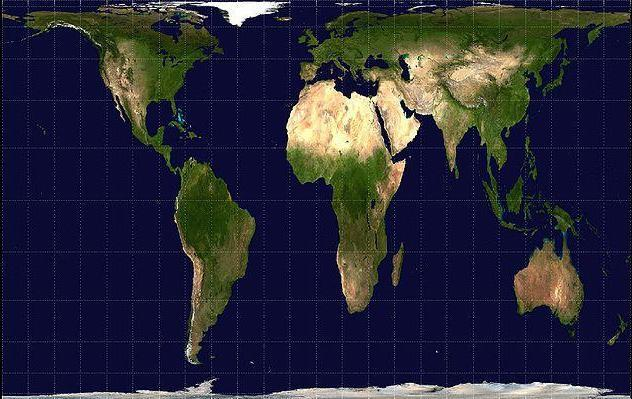
Projecció de Peters

El sentiment eurocentrista implica creure que la civilització europea (i, per extensió, la cultura occidental) és superior a les altres, un pensament que va sorgir al Renaixement i que va incrementar-se a l'imperialisme dels segles posteriors. Aquesta superioritat passava per associar Europa amb la civilització (nascuda a Grècia), en oposició als bàrbars o primitius.
Les causes per les quals els estudiosos creuen que s'arriba a aquest sentiment de superioritat són diverses. Totes passen per trobar nexes d'unió que ajuden a crear un sentiment comú d'identitat europea que es transformarà en l'eurocentrisme i els orígens dels quals es troben ja a l'edat mitjana. Ernst Robert Curtius defensa la tesi del fet que, en aquesta època, existeix una comunitat cultural a la Romània amb un nexe comú que és la llengua llatina i que aquesta actua com a vehicle de la translatio studii entre l'antiguitat i la modernitat. Lucien Febvre afirmarà que quan va caure l'Imperi Romà va sorgir Europa i que tot i el mestissatge que la va formar va compartir les institucions del cristianisme, el feudalisme i el vassallatge. Precisament, aquest cristianisme és el que no va permetre que apareguessin pàtries nacionals i va afavorir la gènesi d'Europa.
Com a causa última interessa destacar l'oposició al bàrbar, la repercussió de les croades i reconèixer que, tal com diu Febvre, occident no va deixar de seguir les modes i la cultura oriental durant tota l'edat mitjana. Això és una mostra més d'aquesta translatio studii i és cap al segle xv quan trobem expressions que denoten un sentiment de superioritat de l'europeu.
| «                                                  | Quan els nostres manuals enumeren tot el que caracteritza l'edat moderna, s'obliden d'una cosa d'importància cabdal: assenyalar l'aparició d'aquest sentiment tan fort, el sentiment de la superioritat europea, un sentiment de superioritat i orgull que des de llavors acompanyarà l'europeu en totes les seves activitats i no l'abandonarà mai i serà una de les seves grans forces morals, una d'aquestes forces morals que multipliquen les materials. | » |
| — Lucien Febvre, Europa. Gènesi d'una civilització | |   |

Els exemples de l'eurocentrisme abasten tots els camps de la cultura, fins i tot aspectes com els mapes (amb la projecció de Mercator que situa Europa al centre i més gran que a la realitat), el meridià 0 (que passa per Londres justament), l'extensió del capitalisme i del model social relacionat, etc. Atès que afecten la percepció i categorització de la realitat, es poden considerar proves de biaix cognitiu.